# The Confession – Das Geständnis
The Confession – Das Geständnis (Originaltitel: The Confession) ist ein US-amerikanisches Filmdrama mit Ben Kingsley und Alec Baldwin aus dem Jahr 1999. Die Literaturverfilmung basiert auf dem Roman Fertig von Sol Yurick. Der Film wurde in New York City gedreht; seine Produktion kostete vier Millionen US-Dollar.

## Handlung
Buchhalter Harry Fertig tötet drei Krankenhausangestellte, die in der Notaufnahme eine sofortige Behandlung seines fünfjährigen Sohnes abgelehnt hatten, der daraufhin an einem Blinddarmdurchbruch starb. Fertigs Anwalt Roy Bleakie will auf Schuldunfähigkeit plädieren, was der Buchhalter ablehnt, weil er für seine Tat büßen will.
Bleakie tröstet Sarah Fertig, die Ehefrau von Harry, und verbringt eine Nacht mit ihr. Fertigs Chef bietet Bleakie 100.000 Dollar als zusätzliche Prämie, wenn der Buchhalter als geistesgestört dargestellt wird.
Bleakie recherchiert und findet heraus, dass der Unternehmer zum Bau einer Straße in der Nähe des Stausees, der New York mit Trinkwasser versorgt, verseuchte Erde verwendete. Viele der Menschen, die den Auftrag ausgeführt haben, sind todkrank. Die Verschlechterung der Wasserqualität würde die Stadt zwingen, Filteranlagen im Wert von acht Milliarden Dollar, die jährlich 500 Millionen Dollar Betriebskosten verursachen, in Auftrag zu geben. Von dem Auftrag würde das Unternehmen profitieren, für das Fertig arbeitete.
Bleakie zeigt den Unternehmer an. Der Bezirksstaatsanwalt sagt, dass der spektakuläre Fall ihm seine Wiederwahl sichern würde. Bleakie wollte sich um diesen Posten bewerben, aber er überreicht ihm die belastenden Unterlagen. Harry Fertig bekennt sich schuldig und wird zu lebenslanger Haft verurteilt.

## Kritiken
„Der hochkarätig besetzte Gerichts-Thriller ‚The Confession – Das Geständnis‘ bezieht seine Spannung aus einer originellen und hintergründig erzählten Geschichte. David Jones’ […] Thriller beginnt als subtiles Familiendrama, erzählt daraufhin einen höchst ungewöhnlichen Fall von Selbstjustiz, um als psychologisch vielschichtiges Gerichtsdrama zu enden. Ben Kingsley […] überzeugt in der einprägsam entwickelten Hauptfigur neben Alec Baldwin […], der die Wandlung vom aalglatten Zyniker zum verantwortungsbewussten Juristen glaubwürdig und nachvollziehbar macht.“

„Ein im Grundkonflikt interessanter Film, der eine Reflexion über Recht und Gerechtigkeit hätte werden können, der sich jedoch zu sehr in Nebenkonflikten verstrickt. Die Komplexität der einprägsam entwickelten Hauptfigur wird ebenso wenig genutzt wie die Wandlung seines aalglatten Verteidigers nachvollziehbar gemacht. Obwohl einiges an Tiefe verschenkt wird, regt der auf gepflegtem Fernsehniveau inszenierte Film dennoch zur Diskussion an.“

## Auszeichnungen
- David Black gewann 2000 den Writers Guild of America Award.